# Mneme (satélite)

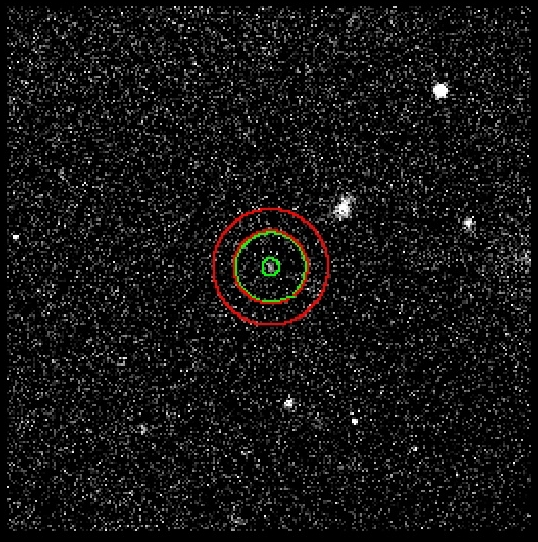
Imagem da descoberta de Mneme.

Mneme (Júpiter XL) é um pequeno satélite natural do planeta Júpiter com apenas 2 km de diâmetro.